# Вулиця Далматинців, 101
«Вулиця Далматинців, 101» (англ. 101 Dalmatian Street) — американський мультсеріал, створений студією «Disney Television Animation». Прем'єра відбулася 14 грудня 2018 на Disney Channel. Транслюється блоками по два епізоди, де їм присвоюються номери 1a / 1b, 2a / 2b і т. д.
Мультсеріал розповідає про пригоди двох псів-далматинців, на ім'я Ділан і Доллі, які доглядають за своїми молодшими братами і сестрами. Є продовженням знаменитого діснеївського мультфільму 101 далматинець 1961 року за мотивами однойменної повісті письменниці Доді Сміт.
Українською мовою мультсеріал дубльовано студією «1+1» на замовлення компанії «Disney Character Voices International» у 2018—2020 роках, під назвою «Вулиця Далматинців, 101», транслювався на телеканалі «ПлюсПлюс».

## Сюжет
Мультсеріал розповідає про сім'ю далматинців (зокрема сестри і брата Ділана і Доллі). У першому сезоні вони билися із племінником Круели ДеВіль — Хантером (англ. Hunter-мисливець). А в другому із самою Круелою.

## Головні персонажі
• Доллі головна героїня, далматинець найстарша з цуценят Делайли і Доуга. Зведена сестра Ділана.
• Ділан головний герой, далматинець найстарший з цуценят Делайли і Доуга. Зведений брат Доллі.
• Делайла мама сімейства, мама Ділана, мачуха Доллі, працює у лікарні.
• Доуг тато сімейства, тато Доллі, Вітчим Ділана, працює у пожежній частині.
• Роксі найкраща подруга Доллі, закохана у Ділана, ротвейлер.
• Гензель коханий Доллі, хаскі.
• Клариса ворог усієї сім'ї, коргі.
• Дизель один з молодших цуценят Делайли і Доуга, любить усе рити, за ним як і за його братами і сестрами у час відсутності батьків доглядають Ділан та Доллі.
• Докінз один з молодших цуценят Делайли і Доуга, винахідник, за ним як і за його братами і сестрами у час відсутності батьків доглядають Ділан та Доллі.
• Порша кохана Ділана, пудель, любить різні темні сили.

## Український дубляж
| Роль                | Актор                         |
| ------------------- | ----------------------------- |
| Ділан               | Дем'ян Шиян                   |
| Доллі               | Анастасія Жарнікова-Зіновенко |
| Містер Фаззі        | Павло Скороходько             |
| Діззі               | Галина Дубок                  |
| Ді-Ді               | ???                           |
| Даґ                 | Дмитро Завадський             |
| Делайла             | Олена Яблочна                 |
| Дестіні             | Юлія Перенчук                 |
| Дороті              | Юлія Перенчук                 |
| Даллас              | Єлизавета Зіновенко           |
| Виконавиця заставки | Єлизавета Зіновенко           |
| Дежавю              | Вікторія Бакун                |
| Докінз              | Олександр Солодкий            |
| Дизель              | Лідія Муращенко               |
| Ферґюс              | Арсен Шавлюк                  |
| Сід                 | Кирило Сузанський             |
| Біґ-Фі              | Анна Дончик                   |
| Данте               | Андрій Соболєв                |
| Клариса             | Наталя Романько-Кисельова     |
| Прунелла            | Катерина Брайковська          |
| Арабелла            | Катерина Сергеєва             |

## Сезони
| Сезон   | Кількість епізодів | Кількість серій | Оригінальний показ | Оригінальний показ | Оригінальний показ | Показ в Україні | Показ в Україні | Показ в Україні |
| Сезон   | Кількість епізодів | Кількість серій | Перший             | Останній           | Телеканал          | Перший          | Останній        | Телеканал       |
| ------- | ------------------ | --------------- | ------------------ | ------------------ | ------------------ | --------------- | --------------- | --------------- |
| Сезон 1 | 52                 | 26              | 14 грудня 2018     | 22 лютого 2020     | Disney Channel     | 20 жовтня 2020  | 15 лютого 2021  | ПлюсПлюс        |